# Pedicularis alaica
Pedicularis alaica är en snyltrotsväxtart som beskrevs av A.D. Li. Pedicularis alaica ingår i släktet spiror, och familjen snyltrotsväxter. Inga underarter finns listade i Catalogue of Life.